# Anolis distichus
Anolis distichus es una especie de lagarto anolis perteneciente a la familia Dactyloidae.

## Distribución
Se encuentra en  Estados Unidos, Bahamas y La Española.

## Subespecies
- Anolis distichus distichus COPE 1861
- Anolis distichus aurifer SCHWARTZ, 1968
- Anolis distichus biminiensis OLIVER, 1948
- Anolis distichus dapsilis SCHWARTZ, 1968
- Anolis distichus distichoides ROSÉN 1911
- Anolis distichus dominicensis REINHARDT and LÜTKEN 1863
- Anolis distichus favillarum SCHWARTZ, 1968
- Anolis distichus floridanus SMITH & MCCAULEY 1948
- Anolis distichus ignigularis MERTENS, 1939
- Anolis distichus juliae COCHRAN, 1934
- Anolis distichus ocior SCHWARTZ, 1968
- Anolis distichus patruelis SCHWARTZ, 1968
- Anolis distichus properus SCHWARTZ, 1968
- Anolis distichus ravitergum SCHWARTZ, 1968
- Anolis distichus sejunctus SCHWARTZ, 1968
- Anolis distichus suppar SCHWARTZ, 1968
- Anolis distichus tostus SCHWARTZ, 1968
- Anolis distichus vinosus SCHWARTZ, 1968